# Embalaje

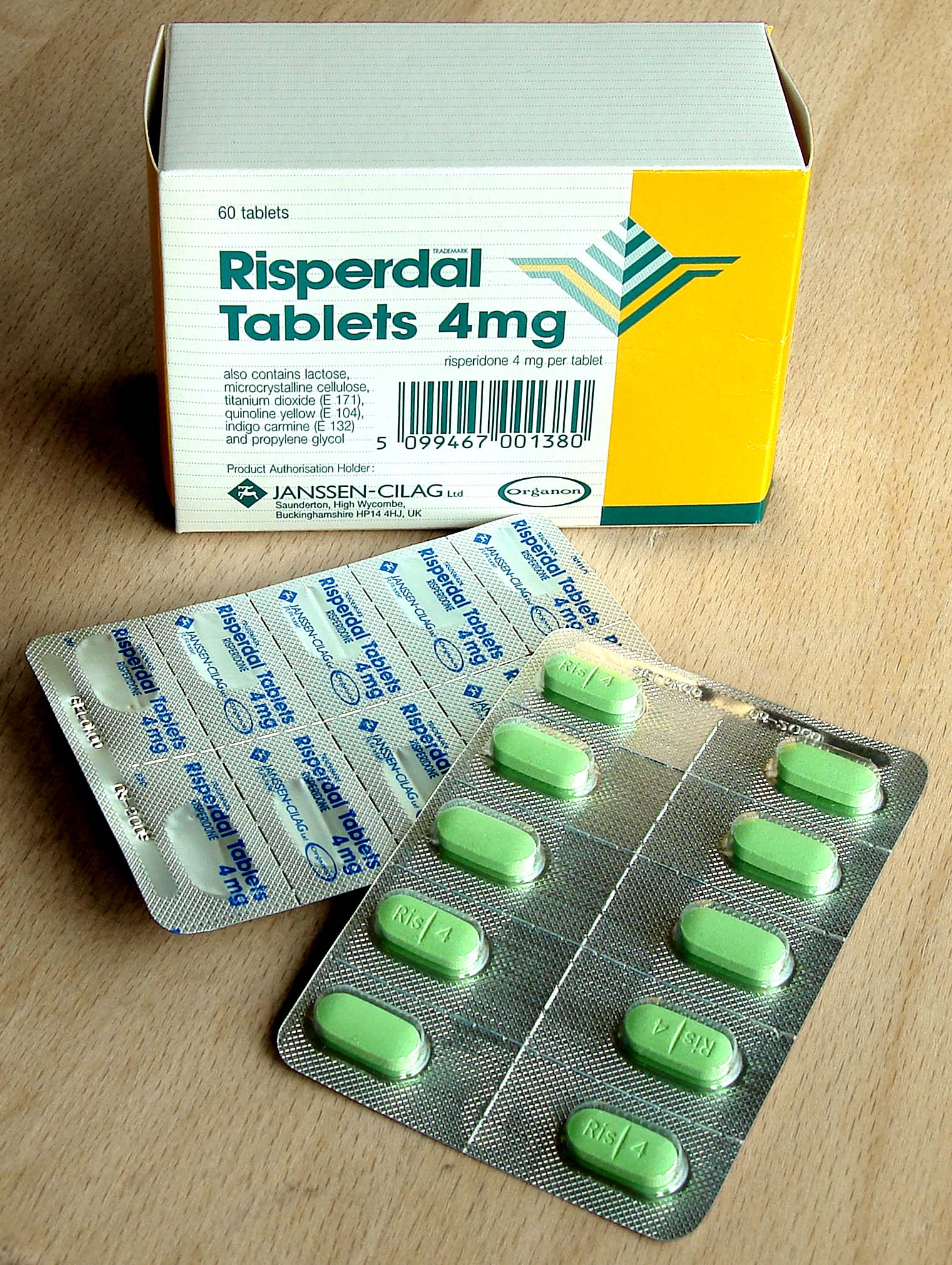
Caja de medicamento (embalaje secundario) que contiene envases de tipo blíster.

El embalaje es un recipiente o envoltura que contiene productos de manera temporal, principalmente para agrupar unidades de un producto pensando en su manipulación, transporte y almacenaje.
Otras funciones del embalaje son: proteger el contenido, facilitar la manipulación, informar sobre sus condiciones de manejo, requisitos legales, composición, ingredientes, etc. Dentro del establecimiento comercial, el tipo de embalaje puede ser útil a la hora de vender la mercancía gracias a su diseño gráfico y estructural.

## Envase y embalaje
Se establece la diferencia entre:
- Envase: es la envoltura que protege, sostiene y conserva la mercancía; está en contacto directo con el producto, puede ser rígido como cajas, botellas, frascos, blísteres, o flexible como bolsas, sachets, pouches y sobres.
- Embalaje secundario: suelen ser cajas de diversos materiales envasa cajas de cartón ondulado de diversos modelos y muy resistentes.
- Embalaje terciario: es el que está destinado a soportar grandes cantidades de embalajes secundarios, a fin de que estos no se dañen o deterioren en el proceso de transporte y almacenamiento entre la fábrica y el consumidor final.

## Ejemplos de embalaje
Los modelos o tipos de embalaje secundario más habituales son:
- Bandeja
- Caja dispensadora de líquidos
- Caja envolvente o Wrap around
- Caja expositora
- Caja de fondo automático
- Caja de fondo semiautomático
- Caja de madera
- Caja de plástico
- Caja con rejilla incorporada
- Caja con tapa
- Caja de tapa y fondo
- Caja de solapas
- Cartón ondulado
- Cesta
- Estuche
- Film plástico
- Film alveolar o plástico de burbujas
- Plató agrícola
- Saco de papel

Otros elementos del embalaje son:
- Cantonera
- Acondicionador
- Separador
- Fleje

## Material utilizado para los embalajes
Cada vez más empresas optan por un packaging ecológico para sus productos, no solo les diferenciará en el mercado por una imagen de marca eco-friendly, sino que estarán ayudando al planeta con una mínima acción en su compañía.
Debido a una conciencia medioambiental creciente en la población, el comercio electrónico o ecommerce optan por utilizar un embalaje más respetuoso con el medio ambiente sustituyendo el plástico y otros materiales poco sostenibles. Por ejemplo, se ha puesto muy de moda el utilizar cartón y papel reciclado para la fabricación de cajas con distintos grosores y resistencias, muy prácticas para realizar envíos internacionales o, incluso, el envoltorio de un original regalo.
En cuanto al packaging para alimentos hay una gran variedad desde el PLA para alimentos fríos hasta envases realizados con caña de azúcar. Tan resistentes como cualquier embalaje hecho de plástico e incluso, aptos para microondas.

## Empaque y etiquetado
El empaque y el etiquetado constituye la envoltura o protección que acompaña a un producto, pero al mismo tiempo forma parte de sus características y cumple con varios objetivos:
- Protección:
- Comodidad:
- Promoción:
- Comunicación:
- Mejoramiento de la imagen de su marca. Envases y etiquetas atractivos, que llamen la atención de los consumidores, y que sean fácilmente diferenciables de sus competidores, contribuyen mucho, y a bajo costo, a formar la imagen de una marca.[2]

«Frágil», uno de los símbolos más comunes utilizados en paquetería.

Para los envases existen diferentes estrategias: 
- Envases idénticos o con características muy comunes para los productos de una misma línea, facilitando la asociación y la promoción. (Siempre que la calidad sea buena).
- Envases con un uso posterior, que permiten, una vez consumido el producto, su utilización para otros fines. Esta estrategia también se utiliza temporalmente con fines de promoción.
- Envases múltiples, en los cuales se ofrecen varias unidades, iguales o complementarias, con un precio menor al de la suma de las compras individuales. También el envase múltiple se utiliza para presentar un surtido para regalo, a un precio superior justificado por la presentación adecuada a un regalo. Casos típicos son los productos de perfumería.

En el diseño de los envases deben tenerse en cuenta los aspectos ecológicos relacionados con su construcción y posterior desecho una vez consumido el producto. Es conveniente indicar, cuando ello es efectivo, que el envase se ha fabricado con materiales reciclados o que posteriormente el envase vacío es posible reciclar. 
Códigos de barras. Si usted planea llegar con sus productos a supermercados o grandes tiendas, sus productos deben llevar el Código de Barras, sistema de codificación universal para todos los productos y que impreso en su envase o etiqueta permite ser leído electrónicamente por cajeros y en bodegas.

## Control de calidad
Para garantizar que el contenido gráfico y de texto del empaque sea de acuerdo con lo planeado y especificado, existen soluciones que de manera automática comparan los archivos digitales contra los impresos en empaques y etiquetas. Los cambios más frecuentes son inserciones o deleciones de texto o letras, cambios de colores, fuentes, o cambios y desplazamientos en las imágenes. Tales cambios tienen un impacto sobre la calidad y veracidad de la información, lo cual puede dañar la reputación de una compañía y suele producir pérdidas al tener que retirar el lote con dicho defecto. Además, los empaques de medicamentos en la Unión Europea deben tener a partir del 2010 lenguaje Braille en todos sus empaques e insertos con la información del medicamento.

## Importancia del empaque y etiquetado
El empaque es importante, ya que cubre ciertas necesidades, como:
- Proteger el producto en su camino al consumidor.
- Proteger el producto después de la compra.
- Ayuda a la aceptación del producto por intermediarios.
- Persuadir al consumidor a comprar el producto.
- El empaque no debe agotar recursos naturales.
- No debe representar riesgos para la salud.
- No debe tratarse de un empaque costoso.

Los empaques contienen atributos que permiten diferenciar la variedad de productos con los que cuenta la firma. Facilitan el conteo de los productos existentes y un mayor control del inventario.
La etiqueta debe incluir:
- Denominación genérica o específica del producto
- Declaración de ingredientes
- Identificación y domicilio del fabricante, importador, envasador, maquilador o distribuidor nacional o extranjero, según sea el caso.
- Las instrucciones para su conservación, uso, preparación y consumo.
- El o los componentes que pudieran representar un riesgo mediato o inmediato para la salud de los consumidores, ya sea por ingestión, aplicación o manipulación del producto.
- El aporte nutrimental
- La fecha de caducidad
- La identificación del lote
- La condición de procesamiento a que ha sido sometido el producto, cuando este se asocie a riesgos potenciales.
- Las leyendas precautorias
- Las leyendas de advertencia